# 北川太一
北川 太一（きたがわ たいち、1925年3月28日 - 2020年1月12日）は、日本の文芸評論家。

## 人物
東京生まれ。東京工業大学卒。向丘高等学校教諭。高村光太郎記念会事務局長、高村光太郎一筋に研究をつづけ、『高村光太郎全集』『選集』の編纂にあたった。吉本隆明の盟友。

## 著書
- 『高村光太郎』明治書院（近代作家叢書）1965
- 『北川太一とその仲間達』「北川太一とその仲間達」編集委員会 北斗会 1985.3
- 『高村光太郎ノート』堀津省二編 北斗会出版部 1991.3
- 『光太郎凝視』日本古書通信社（こつう豆本）1994
- 『高村光太郎を語る 光太郎祭講演』高村光太郎文学碑除幕十周年記念 女川・光太郎の会 2002.4
- 『智恵子相聞 生涯と紙絵』（高村光太郎ノート）蒼史社 2004.2
- 『画学生智恵子』（高村光太郎ノート） 蒼史社 2004
- 『新帰朝者光太郎 「緑色の太陽」の背景』（高村光太郎ノート）蒼史社 2006
- 『観潮楼の一夜 鴎外と光太郎』北斗会出版部 2009.1
- 『ヒュウザン会前後－光太郎伝試稿－』文治堂書店 2015
- 『いのち　ふしぎ　ひと・ほん・ほか』文治堂書店 2015
- 『光太郎ルーツ　そして吉本隆明ほか』文治堂書店 2019
- 『遺稿「デクノバウ」と「暗愚」・追悼/回想文集』文治堂書店 2021

### 共著編
- 『高村光太郎書』奥平英雄共編 二玄社 1957
- 『高村光太郎全詩稿』 二玄社 1967
- 『高村光太郎詩集』 1969（旺文社文庫）
- 『高村光太郎年譜』 春秋社 1970
- 『高村光太郎造型』吉本隆明共編 春秋社 1973
- 『高村光太郎』（人物書誌大系）日外アソシエーツ 1984.5
- 『アルバム高村智恵子 その愛と美の軌跡』 二本松市教育委員会 1990.3
- 『光太郎と智恵子』津村節子,高村規,藤島宇内共著 新潮社（とんぼの本）1995
- 『高村光太郎書の深淵』 二玄社 1999.11
- 『光太郎遺珠』高村光太郎記念会（小山弘明と共編） 2007.4
- 『連翹忌五十年』 高村光太郎記念会 2007.4

## 参考
- 文藝年鑑